# Hoplitis bicallosa
Hoplitis bicallosa là một loài Hymenoptera trong họ Megachilidae. Loài này được Morawitz mô tả khoa học năm 1876.